# Gobierno González (2012-2015)
El Gobierno González fue el ejecutivo regional de la Comunidad de Madrid, constituido inicialmente tras la investidura en septiembre de 2012 de Ignacio González como presidente de dicha comunidad autónoma española, hasta su fin en junio de 2015.

## Historia
Investido por la Asamblea de Madrid el 26 de septiembre de 2012, Ignacio González tomó posesión como presidente de la Comunidad de Madrid el 27 de septiembre de 2012. Los miembros que escogió como consejeros de su gobierno tomaron posesión a su vez en la Real Casa de Correos un día más tarde, el 28 de septiembre.
| Name                                 | Portrait                                                                  | Office                                                       | Took office              | Left office         | Party | Party | Refs |
| ------------------------------------ | ------------------------------------------------------------------------- | ------------------------------------------------------------ | ------------------------ | ------------------- | ----- | ----- | ---- |
| Ignacio González González            |                                                                           | Presidente de la Comunidad de Madrid                         | 27 de septiembre de 2012 | 25 de junio de 2015 |       | PP    |      |
| Salvador Victoria Bolívar            |                                                                           | Consejero de Presidencia, Justicia y Portavocía del Gobierno | 28 de septiembre de 2012 | 8 de junio de 2015  |       | PP    |      |
| Enrique Ossorio                      |                                                                           | Consejero de Economía, Empleo y Hacienda                     | 28 de septiembre de 2012 | 27 de junio de 2015 |       | PP    |      |
| Lucía Figar Lacalle                  |                                                                           | Consejera de Educación, Juventud y Deportes                  | 28 de septiembre de 2012 | 8 de junio de 2015  |       | PP    |      |
| Javier Fernández-Lasquetty           |                                                                           | Consejero de Sanidad                                         | 28 de septiembre de 2012 | 2014                |       | PP    |      |
| Francisco Javier Rodríguez Rodríguez |                                                                           | Consejero de Sanidad                                         | 2014                     | 2014                |       | PP    |      |
| Javier Maldonado González            |                                                                           | Consejero de Sanidad                                         | 2014                     | 27 de junio de 2015 |       |       |      |
| Borja Sarasola Jaúdenes              |                                                                           | Consejero de Medio Ambiente y Ordenación del Territorio      | 28 de septiembre de 2012 | 27 de junio de 2015 |       | PP    |      |
| Borja Sarasola Jaúdenes              | Consejero en funciones de Transportes, Infraestructuras y Vivienda        | 15 de junio de 2015                                          | 27 de junio de 2015      |                     |       | PP    |      |
| Pablo Cavero Martínez de Campos      |                                                                           | Consejero de Transportes, Infraestructuras y Vivienda        | 28 de septiembre de 2012 | 15 de junio de 2015 |       | PP    |      |
| Jesús Fermosel                       |                                                                           | Consejero de Asuntos Sociales                                | 28 de septiembre de 2012 | 27 de junio de 2015 |       | PP    |      |
| Ana Isabel Mariño                    |                                                                           | Consejera de Empleo, Turismo y Cultura                       | 28 de septiembre de 2012 | 27 de junio de 2015 |       | PP    |      |
| Francisco Javier Hernández Martínez  |                                                                           | Consejero en funciones de Educación, Juventud y Deportes     | 8 de junio de 2015       | 27 de junio de 2015 |       | PP    |      |
| Francisco Javier Hernández Martínez  | Consejero en funciones de Presidencia, Justicia y Portavocía del Gobierno | 8 de junio de 2015                                           | 27 de junio de 2015      |                     |       | PP    |      |